# Shūichi Mizuno
Shūichi Mizuno (jap. 水野秀一 Mizuno Shūichi; ur. 13 grudnia 1980) – japoński trener siatkarski, aktualnie tymczasowy zespołu Kansai University of Social Welfare (jap. 関西福祉大学).

## Wykształcenie
Shūichi Mizuno ukończył w 2003 r. studia na Uniwersytecie Tsukuba w Tsukubie (Ibaraki), specjalizacje z wychowania fizycznego, medycyny sportowej i piłki siatkowej. Biegle posługuje się dwoma językami obcymi: angielskim i norweskim.

## Kariera trenerska
- 2003–2004 –  Hitachi Rivale (II trener i skaut)
- 2004–2006 – reprezentacja Norwegii juniorek
- 2006–2007 – reprezentacja Norwegii U-18
- 2007–2008 – reprezentacja Norwegii U-19
- 2008–2010 –  Middelfart VK (I trener)
- 2010          –  Siatkarz Wieluń (II trener)
- 2010–2011 –  Siatkarz Wieluń (I trener)
- 2011–2016 –  Międzynarodowy Uniwersytet Nagasaki (I trener)
- 2017-?    –  Kansai University of Social Welfare

## Medale, tytuły, trofea
- 1999–2002 – 1. miejsce w lidze uniwersyteckiej (jako zawodnik)
- 2004 – 3. miejsce w Pucharze Japonii
- 2007 – 3. miejsce w 2. divisjon
- 2007 – 1. miejsce w mistrzostwach NEVZA (U-19)
- 2009 – 4. miejsce w lidze duńskiej
- 2010 – 3. miejsce w lidze duńskiej